# 小行星14252
小行星14252（14252 Audreymeyer）是一颗绕太阳运转的小行星，为主小行星带小行星。该小行星于2000年1月4日发现。

## 轨道参数
小行星14252的轨道半长轴为2.2620845 UA，离心率为0.118。